# Creutzfeldtova–Jakobova nemoc
Creutzfeldtova–Jakobova choroba (CJD) je mimořádně vzácné, avšak vždy smrtelné neurodegenerativní onemocnění mozku patřící mezi tzv. spongiformní encefalopatie, tzn. onemocnění, která jsou zapříčiněna neovladatelným množením infekční prionové bílkoviny neboli prionem v mozkové tkáni.

## Historie
Creutzfeldtova–Jakobova choroba byla poprvé rozpoznána německým neurologem Alfonsem M. Jakobem a později popsána neuropatologem Hansem G. Creutzfeldtem.

## Klinické příznaky
Zprvu se projevuje poruchami zraku, obvyklé je zamlžené, dvojité vidění, a poruchami paměti – běžný je pocit zastřené mysli. Časně narušena je i rovnováha a koordinace v důsledku mozečkové degenerace: vrávoravá chůze, závratě a pády, svalová slabost, rigidita, třes. Časté jsou rovněž i četné dysestézie, mravenčení, pocity znecitlivění, či lepkavé kůže, nebo tzv. myoklonus – mimovolné svalové záškuby. Souběžně se rozvíjejí i degenerativní změny osobnosti a poruchy chování: deprese, apatie, plačtivost, negativismus, halucinace, záchvaty strachu a křiku, rozbíjení věcí. Následuje období rychle progredující demence – týdny, až měsíce, končící stavem akinetického mutismu, nemocný je znehybněný, strnulý, neodpovídá na jakékoliv podněty, ačkoliv má otevřené oči; osobnost i vyšší nervová činnost je vymizelá, zachovány bývají pouze primitivní reflexy, následuje smrt.

## Onemocnění mozkové tkáně
Podstatou CJD je progresivní spongiformní (houbotvárná) vakuolizace mozkové tkáně, z čehož vyplývá celková degenerace centrální nervové soustavy. Creutzfeldtova–Jakobova nemoc tedy není nemocí ve smyslu nákazy živočicha odlišným organismem, jakými jsou např. viry, bakterie, či parazité, ale právě hromadění přirozeně se vyskytující molekuly, kterou tělo v její chorobné podobě neumí metabolizovat.

## Inkubační doba a dárcovství krve
Inkubační doba v případě variantní CJD (tedy zapříčiněné konzumací nemocné tkáně) se pohybuje v rozmezí 6 měsíců až 40 let. Proto také darování krve není možné, pokud člověk pobýval v letech 1980–1996 ve Velké Británii déle než 12 měsíců, nebo mu tam byla podána transfúze, kvůli tamnímu rozšíření nemoci šílených krav v této době.

## Klasifikace CJD
- familiární – dědičná forma, dítě nese od rodiče poloviční riziko, že se v jeho životě onemocnění projeví
- sporadická – forma zapříčiněná samovolnými přeměnami v mozkové tkáni, postihuje jedince obvykle nad 60 let
- variantní – nvCJD, forma zapříčiněná požitím infikované tkáně (tzn. oči, mícha, mozek, ale i svaly a vnitřnosti) zvířete nakaženého BSE, scrapie, CWD či FSE,
- iatrogenní – forma zapříčiněná nedbalým lékařským zásahem. Transplantace tvrdé blány mozkové, či rohovky od dárce nemocného CJD – u dárce, jehož nemoc předsmrtně nevypukla, používáním růstových hormonů, pocházejících z podvěsků mozkových mrtvých pacientů, nosících priony, chirurgickými nástroji, elektrodami použitými u potenciálně nemocných pacientů, nemoc může být (a také byla ve velmi vzácných případech) započata i čistými kovy (prokázáno na myších), jelikož priony na přímý styk s kovy pravděpodobně reagují chaotickým přeskupováním.

## Veterinární opatření
Evropská unie (EU) přijala 22. května 2001 dokument Nařízení Evropského parlamentu a rady (ES) č. 999/2001, kterým se stanoví pravidla pro prevenci, tlumení a zdolávání některých transmisivních spongiformních encefalopatií.
Přestože současná veterinární věda nemá zatím zcela dostačující důkazy na mezidruhový přenos ze skotu (BSE), případně z ovcí a koz (scrapie) na člověka (CJD), zachází se všemi jatečně zpracovávanými přežvýkavci tak, aby byl vyloučen přenos infekčních prionů na člověka. Toto nařízení vychází ze stanoviska Vědeckého řídícího výboru a Vědeckého výboru pro veterinární opatření vztahující se k veřejnému zdraví.